# Astrotrichilia thouvenotii
Astrotrichilia thouvenotii är en tvåhjärtbladig växtart som beskrevs av J.-f. Leroy. Astrotrichilia thouvenotii ingår i släktet Astrotrichilia och familjen Meliaceae. Inga underarter finns listade i Catalogue of Life.